# Битва при Касталье (1812)
Битва при Касталье— сражение Пиренейской войны, произошедшее 21 июля 1812 года, в ходе которого испанская армия под командованием генерала ирландского происхождения Хосе О’Доннелла попыталась напасть на французскую пехотную дивизию под командованием Жана Изидора Ариспа. План битвы был плохо продуман О’Доннелом, и превосходящие его по силе французы разбили его центральную колонну, раньше, чем в сражение успели вмешаться правое и левое крыло его армии. Битва произошла под городом Касталья, в 32 км к северо-западу от Аликанте, Испания.

## Предыстория
В ходе успешной осады Валенсии и последовавших за ней военных действий, французская армия маршала Луи Габриэля Сюше завоевала большую часть провинции Валенсия. На юге испанская Мурсийская армия перегруппировалась в попытке остановить дальнейшее продвижение французов. 16 января 1812 года испанцы одержали победу над дивизионным генералом Луи-Пьера Монбреном и 5500 французских солдат, пытавшихся захватить их базу в Аликанте. После этого Монбрен был отозван в Россию и погиб в битве при Бородине. Вскоре в удержанный испанцами порт Аликанте должна была прибыть англо-сицилийская экспедиционная армия под командованием генерала Томаса Мейтланда, и генерал Артур Уэлсли, маркиз Веллингтон, попросил генерал-капитана Джозефа О’Доннелла удерживать этот город.

## Битва
Проигнорировав совет герцога Веллингтона ограничиться обороной, О’Доннелл сформировал из защитников города армию численностью 11 тысяч человек, и, разделив её на три атакующие колонны, покинул городские укрепления, намереваясь окружить одну из бригад дивизии генерала Ариспа. Он однако не учёл, что в ходе марша французских войск от Кастальи в сторону Аликанте, командир вспомогательных сил французской кавалерии, полковник (в дальнейшем генерал) Жак Антуан Адриан Делор увёл своих солдат на соседний хребет. Пока центральная из трёх колонн О’Доннела выходили на позиции, неожиданно появился французский 24-й драгунский полк во главе с Делором, о существовании которого испанцы не подозревали, и тут же начал сокрушительную атаку. Французская кавалерия и пехота убили или ранили около 1 тыс. испанских солдат и взяли 2135 пленных. Испанская правая и левая колонны описали такие широкие круги на поле битвы, что сражение закончилось, прежде чем они смогли подойти к месту схватки. Когда Мейтланд высадился, он обнаружил, что Мурсийская армия будет не в состоянии воевать ещё несколько месяцев, однако порт Аликанте испанцам до прибытия англичан всё-таки удалось удержать.